# Otto Stapf
Otto Stapf (23 d'abril de 1857, Perneck prop de Bad Ischl, Alta Àustria - 3 d'agost de 1933, Innsbruck) va ser un botànic austríac.

## Biografia
L'any 1882 va obtenir el doctorat a la Universitat de Viena, de la qual va ser catedràtic des de 1887. Entre 1882 i 1887, va ser l'assistent del professor Anton Kerner von Marilaun. Va viatjar a l'Iran l'any 1885. Des de 1891 va ser assistent director de l'herbari en el Jardí Botànic Reial de Kew i després 'Custodi' del mateix entre els anys 1909 i 1922.
Stapf va publicar Ergebnise der Polak'schen Expedition nach Persian 1882 (1885-1886), Die Arten der Gattung Ephedra (1889). Entre 1929 i 1931 va editar l'Index Londinensis. A més, va escriure sobre les gramínies a Flora Capensis i en Flora Tropical Africa.

## Altres obres
- 2010. Liberia V1 (1906). Con Harry Johnston. Ed. reimpresa de Kessinger Publ. 572 pp. ISBN 1166209008
- 2009. On the Flora of Mount Kinabalu, in North Borneo. Ed. General Books, 200 pp. ISBN 1150580038
- 1941. Index londinensis to illustrations of flowering plants, ferns and fern allies: Supplement for the years 1921-35. Con Wilson Crosfleld Worsdell, Georg August Pritzel, Arthur William Hill. Ed. Clarendon press
- 1893. On the Flora of Mount Kinbalu, in North Borneo. Ed. The Society, 195 pp.

## Honors
Membre associat
- Societat linneana de Londres, 1898 i membre des de 1908
- integrant de la Royal Society

Guardons
- 1928: Medalla Victòria d'Horticultura
- 1927: medalla linneana
- 1931: medalla Veitch

### Epònims
Gènere
- (Turneraceae) Stapfiella Gilg & J.Lewis[1]
- (Poaceae) Stapfiola Kuntze[2]
- (Melastomataceae) Stapfiophyton H.L.Li[3]

Especies
- (Boraginaceae) Onosma stapfii Wettstein ex Stapf[4]
- (Crassulaceae) Kalanchoe stapfii Raym.-Hamet & H.Perrier[5]
- (Gentianaceae) Lomatogonium stapfii (Burkill) Harry Sm.[6]
- (Gesneriaceae) Loxocarpus stapfii (Kraenzl.) B.L.Burtt[7]
- (Myrsinaceae) Cybianthus stapfii (Mez) G.Agostini[8]
- (Orchidaceae) Habenaria stapfii Ames & C.Schweinf.[9]
- (Poaceae) Microstegium stapfii (Hook.f.) A.Camus[10]
- (Thymelaeaceae) Daphne stapfii Bornm. & Keissl.[11]
- (Zygophyllaceae) Tetraena stapfii (Schinz) Beier & Thulin[12]